# Джон Уик (персонаж)
Джон Уик (англ. John Wick; имя при рождении — Джордани Йованович (бел. Джардані Ёванавіч); 2 сентября 1964, Подгорье, Могилёвский район, Могилёвская область, Белорусская ССР, СССР) — главный герой серии фильмов «Джон Уик». В фильмах его роль исполняет Киану Ривз. Известный в кругах наёмных убийц киллер, вышедший в отставку, но которому пришлось встать на путь мести, что впоследствии натравило против него часть преступного мира.

## Биография
Джона Уика усыновили в семье русских цыган в поселении Подгорье (бел. Падгор’е), находящимся в Могилёвском районе Могилёвской области Белорусской ССР (ныне Республика Беларусь). При рождении носил имя Джордани Йованович. Осиротел в юном возрасте, после чего его усыновил старый друг отца, который в конечном итоге стал и его наставником. В комиксах о Джоне Уике показано, что он провел значительную часть своей юности в мексиканском городке Эль-Саусаль (исп. El Sauzel). Возможно, Джон служил в морской пехоте, на службе в которой получил имя Джон Уик. В какой-то момент его завербовала «Руска Рома» — нью-йоркская организованная преступная группировка, лидер которой — женщина, известная под псевдонимом «Директор», обучала его боевым навыкам. Под наблюдением Директора Джон прошёл обучение искусству киллера и изучил навыки боевых искусств, тактического вождения, эскапологии, а также навыки применения огнестрельного и другого оружия. Выпустившись из организации «Руска Рома» он был арестован за неустановленное преступление и заключён в тюрьму. После освобождения его вынудили присоединиться к подпольному криминальному миру, действующему из сети отелей «Континенталь». Джон в конечном итоге стал участником синдиката Payday в Нью-Йорке, получив в преступном мире статус грозного и безжалостного киллера, известного своей целеустремлённостью, обязательностью и волевыми качествами. Работая в Русском преступном синдикате, он получил прозвище «Баба-яга». Некоторые персонажи серии фильмов о Джоне Уике рассказывали историю о том, как он в одиночку убил трёх человек одним лишь карандашом.
В конце концов, Джон влюбился в женщину по имени Хелен. В надежде оставить позади свое прошлое наёмного убийцы и продолжить нормальную жизнь Джон встретился с Вигго Тарасовым — боссом Русского преступного синдиката, который согласился предоставить ему свободу, если он сможет выполнить то, что было описано как «невыполнимая задача». Вигго считал, что никто, включая Джона, не сможет выполнить подобную миссию. Для достижения своей цели Джон обратился за помощью к криминальному авторитету Сантино Д’Антонио, которому дал впоследствии кровную клятву. Уик устранил всех главных соперников Тарасова, что позволило тому стать одним из самых влиятельных криминальных авторитетов Нью-Йорка. Джон Уик ушел на покой и начал жить с Хелен мирной жизнью. Его имя и навыки превратились в легенду, а сам же он счастливо прожил вместе с супругой пять лет.

### Джон Уик(2014)
После смерти Элены от неизлечимой болезни Джон становится изолированным от общества. Он проводит дни за рулём своего дорогого Ford Mustang Mach 1 1969 года выпуска (или за Ford Mustang Boss 429 того же года) и ухаживает за своей новой собакой, биглем по имени Дейзи — последним подарком его умершей жены. После случайной встречи Джона с сыном Вигго Тарасова Йозефом последний вламывается в его дом со своей бандой . Он нападает на Джона, крадёт его машину и убивает Дейзи. Подобный поступок отправляет Джона в неистовство, выбрасывая его в прежнюю жизнь, заставляя окружающих задаваться вопросом — вернулся ли он? Зная, что Джон, скорее всего, ни перед чем не остановится, чтобы убить Йозефа, Вигго пытается защитить своего сына и посылает своих приспешников, чтобы остановить Джона, но тот одолевает их всех. Попутно киллер по имени Маркус, нанятый Вигго, чтобы убить Джона, помогает ему, за что расплачивается своей жизнью. Джон вершит свою месть, убивая Йозефа и Вигго. После всего произошедшего раненый Уик заходит в приют для животных, чтобы зашить себе рану, и попутно спасает бездомного питбуля, который должен был быть подвергнут эвтаназии. Джон и его новая собака возвращаются домой.

### Джон Уик 2(2017)
Отомстив Тарасовым, Джон заключает с братом Вигго, Абрамом, перемирие и забирает свою дорогую машину. Надежды Джона вернуться к спокойной жизни разбиты криминальным авторитетом Сантино Д’Антонио из преступной группировки «каморра», который требует, чтобы Джон выполнил свою кровную клятву и убил его сестру, Джанну Д’Антонио, дабы он сам смог занять её место в Правлении Кланов. Джон отказывается, после чего Сантино разрушает его дом. Джон неохотно едет в Рим и выполняет клятву. В то же время Сантино отправляет своего телохранителя Ареса и бывшего телохранителя Джанны Кассиана убить Уика, но оба они в конечном итоге терпят неудачу. Сантино назначает награду в размере 7 миллионов долларов за голову Джона Уика, после чего Джон ищет помощи у подпольного мафиози, известного как «Голубиный Король». В итоге Джон находит Сантино в отеле «Континенталь», на территории которого кровопролитие запрещено. Несмотря на правило, Джон убивает Сантино, вынуждая управляющего нью-йоркского отеля Уинстона объявить ему «excommunicado». Это означает, что Джон Уик больше не может пользоваться услугами и ресурсами преступного мира. Уинстон позволяет Джону сбежать за один час, прежде чем «excommunicado» станет активным, а награда, обещанная за его голову, будет удвоена.

### Джон Уик 3(2019)
Истощённый, раненый и получивший статус «excommunicado» Джон готовится бежать из Нью-Йорка, чтобы скрыться от множества наёмных убийц, узнавших об огромной награде, обещанной за его голову. Используя свои связи, Джон прибывает в Марокко и встречается с Софией — управляющего марокканского «Континенталя», которая за представленный им вексель помогает ему найти Старейшину — полулегендарного главу преступного мира, стоящего над Правлением Кланов и являющегося своеобразным «преемником» главы ордена ассасинов. Старейшина соглашается отменить «excommunicado» в обмен на убийство Уинстона и служение Правлению Кланов до конца своей жизни. Джон отрубает безымянный палец и предлагает Старейшине обручальное кольцо, чтобы доказать свою верность. Он возвращается в Нью-Йорк, где его преследуют убийцы, пока он не достигает «Континенталя». Вместо того, чтобы убить Уинстона, Джон объединяется с ним и вместе с консьержем отеля Хароном сражается против приспешников Правления Кланов. Успешно побеждая волны нападающих, Уинстон и Судья — представитель Правления Кланов — ведут переговоры на крыше отеля. В итоге Уинстон стреляет в Джона, чтобы восстановить своё положение в Правлении Кланов. В результате выстрела Джон падает с крыши здания. Голубиный Король, оправляясь от серьёзных ран, нанесённых ему Судьёй, принимает тяжело раненого Джона в своё убежище, где он говорит Джону, что планирует отомстить Правлению Кланов, и Джон соглашается присоединиться к нему.

### Джон Уик 4(2023)
Джон возвращается в Марокко и убивает нового Старейшину. После этого он отправляется в Осаку к своему другу Симадзу Кодзи, управляющему Osaka’s Continental. Там он попадает в засаду убийц из Правления и обнаруживает, что его старый друг Каин возглавляет команду по его поимке. Джону удаётся сбежать, и он возвращается в Нью-Йорк, где встречает отстранённого от дел Уинстона, который в это время был на кладбище и хоронил Харона. Тот рассказывает Джону, что его пытается поймать Маркиз Винсент де Грамон. Единственный шанс Джона получить свободу — вызвать де Грамона на верховную дуэль. Уик отправляется в Берлин, чтобы встретиться с Петром, патриархом Ruska Roma, но узнаёт, что тот также был убит Правлением, а церковью теперь управляет Катя. Она разрешает Джону вернуться в Ruska Roma, если он покончит с Киллой из Правления, который убил Петра. Джон расправляется с ним в его ночном клубе, и затем Катя клеймит руку Уика своим гербом. Теперь Джон может вызвать де Грамона на дуэль. Встретившись в Париже, Джон и де Грамон определяют условия, но в конце переговоров маркиз заставляет Каина сражаться вместо него. Дуэль состоится на восходе солнца в базилике Сакре-Кёр. Если Уик не явится вовремя, то и он, и Уинстон будут казнены. Бауэри прибывает в Париж и доставляет Джону оружие и новый баллистический костюм. Де Грамон пытается помешать Уику прибыть на дуэль, назначив за его голову 40 миллионов долларов. Джон пробивается через Париж, сталкиваясь с наёмниками, и в итоге добирается до места дуэли. Каин и Джон стреляются на пистолетах, и первый серьёзно ранит Уика в трёх раундах. Де Грамон хочет лично казнить Джона в последнем раунде, но Уик, который ещё не сделал выстрел, чего не заметил Маркиз, убивает де Грамона. Он освобождается от Правления, и когда садится на лестнице, ложится и, возможно, умирает. Друзья хоронят Уика рядом с его женой Хелен с эпитафией «Любящий муж», о чём Джон ранее просил Уинстона.

### Балерина(2025)
Джон Уик в исполнении Киану Ривза появляется экшн-боевике Лена Уайзмана «Балерина» в качестве второстепенного персонажа. Фильм является спин-оффом франшизы. Главную роль исполнила Ана де Армас.

## Характеристика
- Некоторые источники сообщают, что на счету Джона Уика 409 убийств, что превышает количество убийств Джейсона Вурхиза и Майкла Майерса вместе взятых[7][8].
- Джон в основном предпочитает носить одежду тёмного цвета. Он хорошо владеет пистолетами, винтовками, ножами и другими видами оружия, а также искусством рукопашного боя.
- На спину Джона нанесена большая татуировка с фразой на латинском языке. Она изображает молитвенно сложенные руки, держащие крест, на котором написано «fortis Fortuna adiuvat».

## В других произведениях

### Компьютерные игры
23 октября 2014 года, в рамках рекламной кампании первого фильма и внутриигрового ивента Crimefest 2014, в игру Payday 2 был введён Джон Уик в качестве игрового персонажа.
Джон Уик появлялся в видеоигре «Fortnite: Battle Royale» в качестве скина. На добавление в игру этого скина подтолкнул другой скин, называющийся «Душегуб» (англ. The Reaper), внешность которого многие игроки сравнивали с Джоном Уиком. По данным Republic World, Душегуб один из популярнейших скинов в игре.
В игре Cyberpunk 2077 присутствует пасхалка на первый фильм о Джоне Уике в задании «Заказ: Оливковая Ветвь». Ещё можно заметить сравнение персонажа Джонни Сильверхенда (которого кстати сыграл сам Киану Ривз) с Джоном Уиком в задании «Любовь как мотив», где множество игроков охарактеризовало эту миссию как John Wick Mode. Также в игре присутствует пистолет Юнити (англ. Unity), у которого есть анимация перезарядки Press Check одной рукой. Точно так же Джон Уик делает во втором фильме в выставочной галерее Сантино Д'Антонио.

### Фильмы
Джон Уик упоминается во вступительных титрах фильма «Дэдпул 2» под графой «Режиссёр» в качестве отсылки к сцене из первого фильма про Уика, где бандиты, одного из которых играл режиссёр «Дэдпула 2» — Дэвид Литч, убили его собаку.